# 137 av. J.-C.
Cette page concerne l'année 137 av. J.-C. du calendrier julien proleptique.

## Événements
- 7 septembre 138 av. J.-C. (1er janvier 617 du calendrier romain) : début à Rome du consulat de Caius Hostilius Mancinus et Marcus Aemilius Lepidus Porcina[1]. Mancinius est envoyé en Hispanie citérieure et Lepidus en Hispanie ultérieure.

- En Hispanie, le proconsul Decimus Junius Brutus marche vers le nord à partir d'Olissipo, construit un camp près de Viseu, passe le Douro et atteint la Lima et le Minho. Au-delà, il soumet les Gallaeci[2].
- Défaite et encerclement du consul C. Hostilius Mancinus, enfermé dans un défilé devant Numance. Son questeur, Tibérius Gracchus, s’entremet entre les Numantins vainqueurs et Mancinus, et obtient une capitulation honorable, suivie d’un traité. Le Sénat romain refuse de ratifier le traité et ordonne de livrer le consul aux ennemis[3].
- Aemilius Lepidus mène une opération conjointe avec le proconsul Decimus Junius Brutus. Il attaque les Vaccéens qu'il accuse de ravitailler Numance et assiège Pallantia[4]. Il reçoit du Sénat l'ordre de se désister pour avoir commencé une nouvelle guerre sans son approbation[5].
- Loi Cassia tabellaria à Rome : seconde « Loi tabellaire » du tribun de la plèbe Lucius Cassius Longinus Ravilla, étendant le vote secret aux comices judiciaires (sauf pour haute trahison)[6].